# Circonscription électorale de León
Ne doit pas être confondu avec Circonscription autonomique de León.
La circonscription électorale de León est l'une des cinquante-deux circonscriptions électorales espagnoles utilisées comme divisions électorales pour les élections générales espagnoles.
Elle correspond géographiquement à la province de León.

## Historique
Elle est instaurée en 1977 par la loi pour la réforme politique puis confirmée avec la promulgation de la Constitution espagnole qui précise à l'article 68 alinéa 2 que chaque province constitue une circonscription électorale.

## Congrès des députés

### Synthèse
|             |       | 1977 | 1979 | 1982 | 1986 | 1989 | 1993 | 1996 | 2000 | 2004 | 2008 | 2011 | 2015 | 2016 | 04/19 | 11/19 | 2023 |
| ----------- | ----- | ---- | ---- | ---- | ---- | ---- | ---- | ---- | ---- | ---- | ---- | ---- | ---- | ---- | ----- | ----- | ---- |
| UCD         |       | 4    | 4    | 1    |      |      |      |      |      |      |      |      |      |      |       |       |      |
| AP & alliés |       | 1    |      | 2    | 2    |      |      |      |      |      |      |      |      |      |       |       |      |
| PSOE        |       | 1    | 2    | 3    | 3    | 3    | 2    | 2    | 2    | 3    | 3    | 2    | 1    | 1    | 2     | 2     | 2    |
| PP          |       |      |      |      |      | 2    | 3    | 3    | 3    | 2    | 2    | 3    | 2    | 2    | 1     | 1     | 2    |
| Podemos     |       |      |      |      |      |      |      |      |      |      |      |      | 1    | 1    |       |       |      |
| Cs          |       |      |      |      |      |      |      |      |      |      |      |      | 1    |      | 1     |       |      |
| Vox         |       |      |      |      |      |      |      |      |      |      |      |      |      |      |       | 1     |      |
|             |       |      |      |      |      |      |      |      |      |      |      |      |      |      |       |       |      |
| Total       | Total | 6    | 6    | 6    | 5    | 5    | 5    | 5    | 5    | 5    | 5    | 5    | 5    | 4    | 4     | 4     | 4    |

### 1977
| Parti | Parti | Députés                                                                                    |
| ----- | ----- | ------------------------------------------------------------------------------------------ |
| UCD   |       | Manuel Núñez Pérez, Emilio Martín Villa, Baudilio Tomé Robla, Manuel Ángel Fernández Arias |
| PSOE  |       | Baldomero Lozano Pérez                                                                     |
| AP    |       | Antonio del Valle Menéndez                                                                 |

### 1979
| Parti | Parti | Députés                                                                                     |
| ----- | ----- | ------------------------------------------------------------------------------------------- |
| UCD   |       | Rodolfo Martín Villa, Manuel Núñez Pérez, Baudilio Tomé Robla, Manuel Ángel Fernández Arias |
| PSOE  |       | Baldomero Lozano Pérez, José Álvarez de Paz                                                 |

- Baldomero Lozano Pérez, mort en fonction le 15 septembre 1979, est remplacé par Andrés Fernández Fernández.

### 1982
| Parti  | Parti | Députés                                                             |
| ------ | ----- | ------------------------------------------------------------------- |
| PSOE   |       | José Álvarez de Paz, Ángel Capdevila Blanco, Conrado Alonso Buitrón |
| AP-PDP |       | José María Suarez González, Santos Cascallana Canóniga              |
| UCD    |       | Rodolfo Martín Villa                                                |

- Rodolfo Martín (UCD) est remplacé le 22 février 1983 par Manuel Núñez Pérez.

### 1986
| Parti | Parti | Députés                                                                   |
| ----- | ----- | ------------------------------------------------------------------------- |
| PSOE  |       | José Álvarez de Paz, José Luis Rodríguez Zapatero, Ángel Capdevila Blanco |
| CP    |       | Mario Amilivia González, Manuel Núñez Pérez                               |

- José Álvarez de Paz est remplacé le 23 juin 1987 par Conrado Alonso Buitró.

### 1989
| Parti | Parti | Députés                                                                     |
| ----- | ----- | --------------------------------------------------------------------------- |
| PSOE  |       | José Luis Rodríguez Zapatero, Conrado Alonso Buitrón, Florentina Vega Ramón |
| PP    |       | Juan Morano Masa, Manuel Núñez Pérez                                        |

### 1993
| Parti | Parti | Députés                                                     |
| ----- | ----- | ----------------------------------------------------------- |
| PP    |       | Manuel Núñez Pérez, Juan Morano Masa, Ángel Escuredo Franco |
| PSOE  |       | José Luis Rodríguez Zapatero, Conrado Alonso Buitrón        |

### 1996
| Parti | Parti | Députés                                                     |
| ----- | ----- | ----------------------------------------------------------- |
| PP    |       | Manuel Núñez Pérez, Juan Morano Masa, Ángel Escuredo Franco |
| PSOE  |       | José Luis Rodríguez Zapatero, Amparo Valcarce               |

### 2000
| Parti | Parti | Députés                                                     |
| ----- | ----- | ----------------------------------------------------------- |
| PP    |       | Manuel Núñez Pérez, Juan Morano Masa, Ángel Escuredo Franco |
| PSOE  |       | José Luis Rodríguez Zapatero, Amparo Valcarce               |

### 2004
| Parti | Parti | Députés                                                      |
| ----- | ----- | ------------------------------------------------------------ |
| PSOE  |       | José Antonio Alonso, Amparo Valcarce, Rosario Velasco García |
| PP    |       | Juan Morano Masa, Baudilio Tomé Muguruza                     |

### 2008
| Parti | Parti | Députés                                                      |
| ----- | ----- | ------------------------------------------------------------ |
| PSOE  |       | José Antonio Alonso, Amparo Valcarce, Diego Moreno Castrillo |
| PP    |       | Juan Morano Masa, Carlos López Riesco                        |

- Amparo Valcarce (PSOE) est remplacée le 29 avril 2008 par Helena Castellano Ramón.

### 2011
| Parti | Parti | Députés                                                                         |
| ----- | ----- | ------------------------------------------------------------------------------- |
| PP    |       | Alfredo Prada Presa, Eduardo Fernández García, María Aránzazu Miguélez Pariente |
| PSOE  |       | José Antonio Alonso, Francisco Fernández Álvarez                                |

- Francisco Fernández (PSOE) ne siège pas et est remplacé dès l'ouverture de la législature par Helena Castellano Ramón.
- José Antonio Alonso (PSOE) est remplacé en décembre 2012 par María Luisa González Santín.

### 2015
| Parti   | Parti | Députés                                                    |
| ------- | ----- | ---------------------------------------------------------- |
| PP      |       | Eduardo Fernández García, María del Carmen González Guinda |
| PSOE    |       | Aurora Flórez                                              |
| Podemos |       | Ana Marcello                                               |
| Cs      |       | Enrique Bueno Prado                                        |

### 2016
| Parti   | Parti | Députés                                                    |
| ------- | ----- | ---------------------------------------------------------- |
| PP      |       | Eduardo Fernández García, María del Carmen González Guinda |
| PSOE    |       | Aurora Flórez                                              |
| Podemos |       | Ana Marcello                                               |

### Avril 2019
| Parti | Parti | Députés                                          |
| ----- | ----- | ------------------------------------------------ |
| PSOE  |       | Javier Alfonso Cendón, Andrea Fernández Benéitez |
| PP    |       | María del Carmen González Guinda                 |
| Cs    |       | Justo Fernández González                         |

### Novembre 2019
| Parti | Parti | Députés                                          |
| ----- | ----- | ------------------------------------------------ |
| PSOE  |       | Javier Alfonso Cendón, Andrea Fernández Benéitez |
| PP    |       | José Miguel González Robles                      |
| Vox   |       | Pablo Juan Calvo Liste                           |

- José Miguel González (PP) ne siège pas et est remplacé à l'ouverture de la législature par María del Carmen González Guinda.

### 2023
| Parti | Parti | Députés                                           |
| ----- | ----- | ------------------------------------------------- |
| PP    |       | Ester Muñoz de la Iglesia, Silvia Franco González |
| PSOE  |       | Javier Alfonso Cendón, Andrea Fernández Benéitez  |

## Sénat

### Synthèse
|             |       | 1977 | 1979 | 1982 | 1986 | 1989 | 1993 | 1996 | 2000 | 2004 | 2008 | 2011 | 2015 | 2016 | 04/19 | 11/19 | 2023 |
| ----------- | ----- | ---- | ---- | ---- | ---- | ---- | ---- | ---- | ---- | ---- | ---- | ---- | ---- | ---- | ----- | ----- | ---- |
| UCD         |       | 3    | 3    |      |      |      |      |      |      |      |      |      |      |      |       |       |      |
| AP & alliés |       |      |      | 1    | 1    |      |      |      |      |      |      |      |      |      |       |       |      |
| PSOE        |       | 1    | 1    | 3    | 3    | 3    | 1    | 1    | 1    | 3    | 3    | 1    | 1    | 1    | 3     | 2     | 1    |
| PP          |       |      |      |      |      | 1    | 3    | 3    | 3    | 1    | 1    | 3    | 3    | 3    | 1     | 2     | 3    |
|             |       |      |      |      |      |      |      |      |      |      |      |      |      |      |       |       |      |
| Total       | Total | 4    | 4    | 4    | 4    | 4    | 4    | 4    | 4    | 4    | 4    | 4    | 4    | 4    | 4     | 4     | 4    |

### 1977
| Parti | Parti | Sénateurs                                                                     |
| ----- | ----- | ----------------------------------------------------------------------------- |
| UCD   |       | Ángel Martínez Fuertes, Ubaldo Nieto de Alba, Julio César Rodrigo de Santiago |
| PSOE  |       | Miguel Cordero del Campillo                                                   |

### 1979
| Parti | Parti | Sénateurs                                                          |
| ----- | ----- | ------------------------------------------------------------------ |
| UCD   |       | Justino Azcárate Flórez, Emilio Martín Villa, Ubaldo Nieto de Alba |
| PSOE  |       | Eladio Castro Uría                                                 |

### 1982
| Parti  | Parti | Sénateurs                                                       |
| ------ | ----- | --------------------------------------------------------------- |
| PSOE   |       | José Carretero Rubio, Eladio Castro Uría, Manuela García Murias |
| AP-PDP |       | José Calderón Llamas                                            |

### 1986
| Parti | Parti | Sénateurs                                                          |
| ----- | ----- | ------------------------------------------------------------------ |
| PSOE  |       | Maximino Barthe Arias, Fermín Carnero González, Eladio Castro Uría |
| CP    |       | María Dolores Otero y Rodríguez de las Heras                       |

### 1989
| Parti | Parti | Sénateurs                                                                 |
| ----- | ----- | ------------------------------------------------------------------------- |
| PSOE  |       | Daniel García Sánchez, María Nieves Fernández Rabanal, Celso López Gavela |
| PP    |       | Jaime Lobo Asenjo                                                         |

### 1993
| Parti | Parti | Sénateurs                                                        |
| ----- | ----- | ---------------------------------------------------------------- |
| PP    |       | Ismael Álvarez Rodríguez, Jaime Lobo Asenjo, Alfredo Prada Presa |
| PSOE  |       | María Nieves Fernández Rabanal                                   |

### 1996
| Parti | Parti | Sénateurs                                                      |
| ----- | ----- | -------------------------------------------------------------- |
| PP    |       | Fernando Bécker Zuazua, Jaime Lobo Asenjo, Alfredo Prada Presa |
| PSOE  |       | Conrado Alonso Buitrón                                         |

- Fernando Bécker Zuazua est remplacé en juin 1996 par Agustín García Millán.

### 2000
| Parti | Parti | Sénateurs                                                          |
| ----- | ----- | ------------------------------------------------------------------ |
| PP    |       | Mario Amilivia, María del Mar González Pereda, Alfredo Prada Presa |
| PSOE  |       | Manuel Francisco Fernández Zanca                                   |

### 2004
| Parti | Parti | Sénateurs                                                                |
| ----- | ----- | ------------------------------------------------------------------------ |
| PSOE  |       | Antonio Canedo Aller, Ana Luisa Durán Fraguas, Miguel Martínez Fernández |
| PP    |       | Mario Amilivia                                                           |

- Mario Amilivia est remplacé en octobre 2007 par Martín Marcos Martínez Barazón.

### 2008
| Parti | Parti | Sénateurs                                                                |
| ----- | ----- | ------------------------------------------------------------------------ |
| PSOE  |       | Antonio Canedo Aller, Ana Luisa Durán Fraguas, Miguel Martínez Fernández |
| PP    |       | Fidel Cerezales González                                                 |

- Miguel Martínez (PSOE) est remplacé en octobre 2008 par José Miguel Palazuelo Martín.

### 2011
| Parti | Parti | Sénateurs                                                      |
| ----- | ----- | -------------------------------------------------------------- |
| PP    |       | Juan Morano Masa, Luis Aznar Fernández, Silvia Franco González |
| PSOE  |       | Nicanor Jorge Sen Vélez                                        |

### 2015
| Parti | Parti | Sénateurs                                                                               |
| ----- | ----- | --------------------------------------------------------------------------------------- |
| PP    |       | Luis Aznar Fernández, Ester Muñoz de la Iglesia, Alfonso Jesús Rodríguez-Hevia González |
| PSOE  |       | Graciliano Palomo García                                                                |

### 2016
| Parti | Parti | Sénateurs                                                                               |
| ----- | ----- | --------------------------------------------------------------------------------------- |
| PP    |       | Luis Aznar Fernández, Ester Muñoz de la Iglesia, Alfonso Jesús Rodríguez-Hevia González |
| PSOE  |       | Graciliano Palomo García                                                                |

### Avril 2019
| Parti | Parti | Sénateurs                                                                        |
| ----- | ----- | -------------------------------------------------------------------------------- |
| PSOE  |       | Salvador Vidal Varela, María del Carmen Morán Franco, Constantino Marcos Álvarez |
| PP    |       | Javier Santiago Vélez                                                            |

### Novembre 2019
| Parti | Parti | Sénateurs                                            |
| ----- | ----- | ---------------------------------------------------- |
| PSOE  |       | Salvador Vidal Varela, María del Carmen Morán Franco |
| PP    |       | Antonio Silván, Javier Santiago Vélez                |

### 2023
| Parti | Parti | Sénateurs                                                        |
| ----- | ----- | ---------------------------------------------------------------- |
| PP    |       | Antonio Silván, María Asunción Mayo Fernández, Jorge García Vega |
| PSOE  |       | Salvador Vidal Varela                                            |